# Petr Rákos
Petr Rákos (3. června 1956, Praha – 3. dubna 1994, Praha) byl český lékař a psychiatr.

## Profesní kariéra
Jeho otcem byl hungarista, literární vědec a překladatel Petr Rákos. Gymnázium v Praze-Břevnově absolvoval roku 1975 a poté vystudoval Fakultu všeobecného lékařství UK (1981). Byl zaměstnán v Psychiatrické léčebně v Praze-Bohnicích jako lékař-psychiatr, naposled jako primář oddělení. Byl spoluzakladatelem a jako lékař vedl bohnické Centrum krizové intervence. Zemřel dobrovolně.

## Publikace
V Československé psychiatrii, Lidových novinách, Reportéru, Úspěchu a jiných publikoval odborné a vědeckopopularizační příspěvky, spolupracoval s Českou televizí a Českým rozhlasem. Překládal odborné práce z angličtiny. Vydal několik beletristických knih. Tu první pod názvem Korvína čili Kniha o havranech (1993) zařadil časopis A2 v roce 2020 do českého literárního kánonu po roce 1989, tedy do výběru nejdůležitějších českých knih v období třiceti let od sametové revoluce.

## Bohnická divadelní společnost
Petr Rákos byl iniciátorem založení experimentálního divadelního souboru složeného z pacientů psychiatrie. Oslovil herce, režiséra a divadelního autora Martina Učíka, absolventa Pražské konzervatoře. To bylo v roce 1982, za hluboké totality. Projekt čekal na realizaci až do roku 1990, kdy Martin Učík založil „Bohnickou divadelní společnost“, složenou z pacientů, terapeutů, ošetřovatelů, přátel divadla a hostujících divadelních profesionálů. Díky řediteli PL Bohnice, MUDr Zdeňku Bašnému, a také MUDr Martinu Petrovskému a hlavnímu ošetřovateli Janu Křičkovi, spolužákům z gymnázia Jana Keplera, bylo možné tento ojedinělý experiment spustit a rychle dohnat zahraniční partnery v západní Evropě. Učík přizval do projektu Vendulu Kodetovou, pozdější dramaturgyni, která v té době úspěšně napodruhé složila přijímací zkoušky ke studiu na katedře divadelní vědy FFUK.  
Petr Rákos byl nositelem myšlenky, jejím ideovým guru a teoretikem, leč sama realizace vzniku divadelního souboru, otevřeného všem v léčebně, vycházející z premis divadelnictví a jeho archetypální funkce ve společnosti a u jednotlivce, jeho implikovaná léčebná funkce /katharsis/, potřebovala praktického divadelního principála. Tím byl Martin Učík. O Rákosově ideovém vkladu a koncepční podpoře projektu nejlépe svědčí rozhovor šéfredaktora Karla Krále s Petrem Rákosem a Martinem Učíkem, otištěný v divadelní revue SAD v roce 1992 pod názvem „Archa vyplouvá z Bohnic“.
V roce 1994 obdržel projekt Centrum divadelní terapie, historicky poprvé udělenou, 1. Národní cenu prof. Vladimíra Vondráčka pro rok 1993. Ve stejné době byl Petr Rákos oceněn literární cenou Čs. Spisovatele.